# 长缨在手
《长缨在手》，2000年在中国大陆播出的古装剧，导演刘家成，主演邵兵、陈小春、王刚、胡可、许晴、黄晓明。

## 剧情
1860年，英法联军入侵北京城，劫掠圆明园的珍宝文物，十二生肖铜像从此失踪，由此而衍生了一段寻宝故事。

## 演出
| 演员   | 角色   |
| 许晴   | 缨儿   |
| 陈小春 | 花逢春 |
| 邵兵   | 高桥血 |
| 王刚   | 钱牧庸 |
| 陈惠敏 | 秦九   |
| 胡可   | 阿静   |
| 黄晓明 | 张力   |
| 解晓东 | 邵云中 |
| 邓婕   | 汤慈君 |
| 何湘钮 | 镇国公 |
| 梁嘉玲 | 智子   |